# Znamení koně
Znamení koně je seriál České televize a zlínských ateliérů o rodinných poměrech na dvou statcích. První řada byla natáčena na Zlínsku (Slušovice, hřebčín v Napajedlech, Luhačovice) a v Uherském Hradišti, dvakrát štáb zavítal také do Chuchle. Její filmování probíhalo od 2. října 2009 do července 2010. Druhá řada byla natáčena od září 2013 do června 2014 mimo jiné na závodišti v Pardubicích, v hřebčínu Napajedla, ve Slušovicích, na zámku v Hošticích, v Luhačovicích, v Provodově – Malenisku, v ateliérech ve Zlíně a na dalších místech Zlínského kraje.
Režisérem byl Milan Cieslar, který před začátkem natáčení nahradil Jiřího Svobodu. První díl seriálu údajně vidělo téměř 1,37 milionu lidí, což je 33,38 % obyvatel, kteří měli v té době zapnutou televizi.
První řada byla premiérově vysílána na ČT1 od 11. února do 6. května 2011. První díl druhé série byl na obrazovkách ČT1 poprvé uveden 16. ledna 2015.

## Děj
Děj vypráví o dvou nevlastních bratrech, synech záhadně zemřelého sedláka Hory. O statek se nyní stará matka mladšího z nich a vdova po Horovi, statek ale chce koupit sedlák ze sousedství.

## Obsazení
| Jan Novotný      | farmář Jan Hora              |
| Vilma Cibulková  | Dáša Horová                  |
| Richard Krajčo   | David Hora, syn Jana Hory    |
| Jiří Mádl        | Lukáš Hora, syn Horových     |
| Igor Bareš       | Marcel Kalina, sedlák        |
| Tereza Voříšková | Klára Kalinová, dcera Kaliny |
| Bolek Polívka    | šlechtic František Schwarz   |
| Miroslav Donutil | Bohdan Drha                  |

## Přehled dílů

### První řada (2011)
| Č. v seriálu | Č. v řadě | Název             | Režie         | Scénář         | Datum premiéry  | Sledovanost (v mil.) |
| ------------ | --------- | ----------------- | ------------- | -------------- | --------------- | -------------------- |
| 1            | 1         | Rebel             | Milan Cieslar | Roman Kopřivík | 11. února 2011  | 1,296                |
| 2            | 2         | Koňské království | Milan Cieslar | Roman Kopřivík | 18. února 2011  | 1,127                |
| 3            | 3         | Podezření         | Milan Cieslar | Roman Kopřivík | 25. února 2011  | 1,010                |
| 4            | 4         | Podraz            | Milan Cieslar | Roman Kopřivík | 4. března 2011  | 1,102                |
| 5            | 5         | Prohra            | Milan Cieslar | Roman Kopřivík | 11. března 2011 | 1,057                |
| 6            | 6         | Dražba            | Milan Cieslar | Roman Kopřivík | 18. března 2011 | 0,997                |
| 7            | 7         | Požár             | Milan Cieslar | Roman Kopřivík | 25. března 2011 | 0,885                |
| 8            | 8         | Salomé            | Milan Cieslar | Roman Kopřivík | 1. dubna 2011   | 0,864                |
| 9            | 9         | Výpověď           | Milan Cieslar | Roman Kopřivík | 8. dubna 2011   | 0,926                |
| 10           | 10        | Legenda           | Milan Cieslar | Roman Kopřivík | 15. dubna 2011  | 0,931                |
| 11           | 11        | Merlin            | Milan Cieslar | Roman Kopřivík | 22. dubna 2011  | 0,924                |
| 12           | 12        | Důvěra            | Milan Cieslar | Roman Kopřivík | 29. dubna 2011  | 0,770                |
| 13           | 13        | Chuchle           | Milan Cieslar | Roman Kopřivík | 6. května 2011  | 0,727                |

### Druhá řada (2015)
| Č. v seriálu | Č. v řadě | Název                    | Režie         | Scénář              | Datum premiéry  | Sledovanost (v mil.) |
| ------------ | --------- | ------------------------ | ------------- | ------------------- | --------------- | -------------------- |
| 14           | 1         | Blue Mystery             | Milan Cieslar | Roman Kopřivík      | 16. ledna 2015  | 0,828                |
| 15           | 2         | Finta                    | Milan Cieslar | Magdaléna Turnovská | 23. ledna 2015  | 0,625                |
| 16           | 3         | Nový úsvit               | Milan Cieslar | Roman Kopřivík      | 30. ledna 2015  | 0,632                |
| 17           | 4         | Dozrál čas               | Milan Cieslar | Roman Kopřivík      | 6. února 2015   | 0,669                |
| 18           | 5         | Malé výhry               | Milan Cieslar | Roman Kopřivík      | 13. února 2015  | 0,589                |
| 19           | 6         | Kouzelná chvíle          | Milan Cieslar | Roman Kopřivík      | 20. února 2015  | 0,625                |
| 20           | 7         | Zbytečná slova           | Milan Cieslar | Roman Kopřivík      | 27. února 2015  | 0,623                |
| 21           | 8         | Na rovinu                | Milan Cieslar | Roman Kopřivík      | 6. března 2015  | 0,612                |
| 22           | 9         | Restart                  | Milan Cieslar | Roman Kopřivík      | 13. března 2015 | 0,644                |
| 23           | 10        | Něco za něco             | Milan Cieslar | Roman Kopřivík      | 20. března 2015 | 0,710                |
| 24           | 11        | Odkryté karty            | Milan Cieslar | Roman Kopřivík      | 27. března 2015 | 0,702                |
| 25           | 12        | Investice do budoucnosti | Milan Cieslar | Roman Kopřivík      | 10. dubna 2015  | 0,605                |
| 26           | 13        | Poslední rytíř           | Milan Cieslar | Roman Kopřivík      | 10. dubna 2015  | 0,684                |

## Recenze
- Mirka Spáčilová, iDNES.cz, 12. února 2011